# Saki
Saki (rusky Саки; ukrajinsky Саки / Saky; krymskou tatarštinou Saq) jsou lázeňské město poblíž Černého moře v rovinaté západní části Krymu, sporném území považovaném za část Ukrajiny, ale ovládaném od Krymské krize Ruskem, hlavní město Sackého rajónu. Leží asi 4 km od mořského pobřeží, na břehu přilehlého slaného Sackého jezera, na železniční trati spojující Simferopol (45 km) a Jevpatorii (25 km). V roce 2006 zde žilo 26 400 obyvatel, z toho 66 % tvořili Rusové, 25 % Ukrajinci, 6,1 % Krymští Tataři.

## Sacká městská rada
Administrativně je město spravováno městskou radou, do jehož obvodu nespadá žádné další sídlo.

## Historie
V části města při Mořské ulici, nazývané dříve Kara-Tobe, se našly archeologické nálezy Skytů, stejně tak v blízkém okolí města, v osadě Priberežne (ukrajinsky  Прибережне), která patří pod obec Lisnivka.
V roce 1805 zde žilo méně než 400 obyvatel. Malá vesnice se po otevření prvních bahenních lázní v Rusku (1837) proměnila v poklidné lázeňské město. Během krymské války se britsko-francouzská flotila 14. září 1854 vylodila poblíž Saki na pobřeží a pět dní se bez vybavení a zásobování přesunovala směrem k Sevastopolu proti Rusům, za podpory Ukrajinců, vojáci pili vodu jen z louží a potraviny získávali z místních farem. Místo bylo poté nazváno Záliv kalamity. V roce 1921 bylo město přičleněno k autonomní sovětské socialistické republice Krym. V letech 1991 až 2014 byl součástí Ukrajiny. V březnu 2014 bylo anektováno Ruskem.
V srpnu 2022 došlo na vojenském letišti v Saki a ve vojenské základně Novofedorivka k sérii těžkých výbuchů, jejichž původ byl zpočátku neznámý; vedly k vážnému poškození a zničení neznámého počtu letadel a munice.

## Hospodářství
Od roku 2002 funguje ve městě velká chemická továrna na manganistan draselný, metylbromid a kuchyňskou sůl. Město má 7 lázeňských sanatorií, ve kterých se ročně léči 350 000 lidí, a větší množství penzionů. Většina obyvatel je zaměstnána v balneologickém provozu nebo ve službách turistického ruchu. 

## Kultura a památky
- Lázeňský park - památníky slavných hostů, kteří se zde léčili např. N. V. Gogola, Lesii Ukrajinky nebo O. S. Makarova.
- Divadlo
- Bratrská mohyla - v Jevpatoryji (5 km jižně od města), na pobřeží postaven monument na památku obránců města z roku 1942
- Historicko-vlastivědné muzeum

## Školství
Sídlí zde zemědělská fakulta Krymské federální univerzity. 